# Сан-Джакомо-Філіппо
Сан-Джакомо-Філіппо (італ. San Giacomo Filippo) — муніципалітет в Італії, у регіоні Ломбардія,  провінція Сондріо.
Сан-Джакомо-Філіппо розташований на відстані близько 560 км на північний захід від Рима, 100 км на північ від Мілана, 45 км на північний захід від Сондріо.
Населення — 385 осіб (2014).
Щорічний фестиваль відбувається 3 травня. Покровитель — san Giacomo il Minore.

## Демографія
Населення за роками:

Станом на 1 січня 2023 року в муніципалітеті офіційно проживало 6 іноземців з 2 країн, серед них 1 громадянин країн Євросоюзу.

## Сусідні муніципалітети
- Камподольчино
- К'явенна
- Гордона
- Мезе
- Мезокко
- Пьюро
- Соацца